# Burza Wrocław
Burza Wrocław – polski (wielosekcyjny) klub siatkarski z Wrocławia.

## Historia
Klub Sportowy Burza, powstał we Wrocławiu w roku 1945. Nie jest znana jednak dokładna data jego założenia i trudno ją odtworzyć, bo założyciele przeważnie już nie żyją lub wyjechali za granicę. W każdym razie można przyjąć za pewnik, że Burza powstała po utworzeniu klubów IKS, AZS, MKS Milicyjnym (długo nie egzystował), Porcie Lotniczym (również został szybko rozwiązany). Wydaje się, że rówieśnikami Burzy były: Klub Sportowy Pafawag przy Państwowej Fabryce Wagonów i Klub Sportowy Kolejarz.
Klub Sportowy Burza przechodził różne koleje losu. Wychował wielu sportowców, także tych, którzy stawali na najwyższych stopniach podium mistrzostw świata i olimpiad. W sezonie 2008/2009 w klubie prowadzone są dwie sekcje: badmintona i piłki siatkowej mężczyzn.
Sekcja siatkówki założona w 1977 r. przez zawodników dawnej drużyny AZS Uniwersytet. Pierwsi zawodnicy to: Zdzisław Dudek, Jan Nowicki, Zdzisław Samuszkiewicz, Andrzej Bugajski, Piotr Litwiniuk i inni.
Pierwszym trenerem został Maciej Grabowski, a kierownikiem Andrzej Czopek. Utworzono zespół juniorów, nad którym opiekę trenerską objął Leopold Kluz. Zespół rozwijał się dynamicznie zajmując czołowe miejsca w Ogólnopolskich Spartakiadach Młodzieży. Aktualnie z uwagi na brak sali do gry w piłkę siatkową zespół korzysta z boisk i sal Liceum nr 1 we Wrocławiu zajmując czołowe miejsca w mistrzostwach młodzików na Dolnym Śląsku – pierwsze, w Ćwierćfinałach mistrzostw polski – trzecie.

Afisz meczu Victoria Częstochowa - Burza Wrocław 03.11.1945 r.

## Sekcja piłkarska
Zespół, jako mistrz okręgu wrocławskiego, brał udział w pierwszych powojennych Mistrzostwach Polski w 1946 roku.